# 探偵伯爵と僕
『探偵伯爵と僕』（たんていはくしゃくとぼく、His name is Earl）は、森博嗣による日本の推理小説。講談社の児童向けレーベル、ミステリーランドから第4回配本として2004年に刊行された。

## あらすじ
夏休み直前のある日、「僕」は「探偵伯爵」と友達になった。
夏休みには日記を書けと言われていた僕は、お父さんに貰ったお古のワープロで日記を書くことにした。
夏祭りの夜、友達のハリィが行方不明になった。部屋と秘密基地に残されたトランプのエースのカード。カードの意味は? 伯爵は本当は何者? これは、僕と伯爵のひと夏の物語。

## 登場人物
アール (Earl)
「探偵伯爵」。夏でも真っ黒の長袖の背広を着、ネクタイをきっちり締めている。大人から見ると、「黒い服を着て髭を生やした小汚い男」。
馬場 新太（ばば あらた）
「僕」。文章を書いたり考えるのが苦手。夏休み前のある日、学校からの帰り道に通る公園で「探偵伯爵」と知り合う。
チャフラフスカ
アールの秘書。ベンツSクラスに乗っている。いつも白い服を着ている。
原田 隆昌（はらだ たかまさ）
丸い眼鏡をかけた、新太の友達。車に詳しい。ニックネームはハリィ。
善田 茂（ぜんだ しげる）
新太の友達。恐がり。ニックネームはゼンちゃん。
山賀 雅也（やまが まさや）
新太の友達。ニックネームはガマ。
浦山（うらやま）
新太の友達。
北村（きたむら）
子供会の会長。

## 書籍情報
- 講談社〈ミステリーランド〉：2004年4月27日発行、ISBN 4-06-270570-2
- 講談社ノベルス：2007年11月6日発行、ISBN 978-4-06-182568-0
- 講談社文庫：2008年11月14日発行、ISBN 978-4-06-276207-6